# 神様の召し上がりもの
神様の召し上がりもの（かみさまのめしあがりもの、Gottes Speise）はグリム兄弟によって書かれた童話。『グリム童話』の第二版以降に加えられた『児童の読む聖者物語』の中に収録されている。

## あらすじ
あるところに、地味で寡黙な性格の女がいた。女は結婚して十年になるが、子供はいなかった。
女には妹が一人いた。妹は美しく、愛嬌があり、子供が五人いた。
美貌に子供。自分が得ることのできなかった幸福を手にしている妹を、女は嫉妬していた。
そんなある日、やつれてみすぼらしい身なりをした妹が女の家を訪れた。夫が死んで生活に困り、今まで眼中になかった姉に頼らざるを得なくなったのだった。女は妹を哀れに思ったが、妹の虚勢を張った一言が女の気持ちを逆撫でし、妹への援助を断ってしまう。
妹が帰り、激しく後悔してるうちに夫が帰宅した。女は夫に言えぬまま夕食の支度をし、二人は席に着いた。ワインを注ぎ、パンにナイフを入れた途端、真っ赤な血が流れ出し、まるで意志があるかのように溢れ続けた。
夫が妹の家に駆けつけた時には既に三人の子供が餓死していた。夫は女の行為を詫びるが、妹は援助を拒み、残りの二人の子供と共に息を引き取った。